# Station Île-Bigras
Pour les articles homonymes, voir Bigras.
La station Île-Bigras est située dans le quartier des Îles-Laval à Laval au Québec.

## Histoire
À partir de 1918, le Réseau de transport métropolitain y exploite la ligne de trains de banlieue Deux-Montagnes.
La gare est fermée en 2020 afin de permettre la réalisation du Réseau express métropolitain dont elle deviendra une station en 2025.

## Correspondance

### Société de transport de Laval
| Circuit | Destination     | Via |
| ------- | --------------- | --- |
| T26     | Sainte-Dorothée |     |